# Nizozemski jezik
Nizozemski jezik (ISO 639-3: nld; Nederlandse taal) (izvorno: duits der nederen landen, odnosno de duitse taal der nederen landen/njemački jezik niskih zemalja, također: Nederduits/ donjonjemački jezik), pogrešno zvan i holandski, prema nizozemskoj regiji Holandiji, iz čijih se narječja nizozemski književni jezik (donjonjemački standardni jezik) prvenstveno razvio, ubraja se kao i njemački jezik u germansku granu indoeuropskih jezika. Nizozemski jezik se većinom koristi u Nizozemskoj, Belgiji te nekim bivšim i sadašnjim nizozemskim kolonijama. Varijanta nizozemskog koja se koristi u Belgiji ponekad se naziva flamanskim jezikom. Zbog postojanja različitih standardnih varijanata nizozemski jezik se u sociolingvistici klasificira kao policentrični standardni jezik.
Nizozemski je službeni jezik u sljedećim zemljama Nizozemska 16 400 000 (2007 CBS); Arubi 5 290; Belgija 4 620 000 (1990 WA); Nizozemski Antili 4 000; i Surinamu 200 000  (1997 C. DeKleine). Govori se i u Francuskoj 80 000 i u brazilskoj državi Paraná (broj govornika nepoznat).

## Podrijetlo i razvitak
Nizozemski jezik je jedan od zapadnogermanskih jezika. Nastao je iz donjofranačkog (jedne od grana donjonjemačkog) i drugih narječja donjonjemačkoga jezika, te se dalje razvijao u "nižim zemljama Franačke" – sjeverozapadno od Benrathske linije. Znanost o indogermanskim jezicima/Germanistika smješta nizozemski jezik kao zapadnu granu donjonjemačkih jezika uz bok donjosaskog jezika i istočnodonjonjemačke grane njemačkog jezika. Govornici donjonjemačkih (sjevernonjemačkih) narječja i oni koji ih razumiju, u pravilu su sposobni (većim dijelom) razumjeti i nizozemski. Nizozemski se jezik stoga s pravom može opisati kao strani jezik kojeg germanofoni najlakše mogu naučiti. Zbog, u usporedbi s nizozemskim, složenije njemačke gramatike, ova izjava doduše ne vrijedi i za govornike nizozemskog jezika koji nauče njemački.
Prvobitno se, a i danas pretežno, nizozemski govori u Nizozemskoj, flamanskom dijelu Belgije, u Bruxellesu, kao i u pograničnim regijama Francuske i Njemačke. Na jezičnoj granici prema njemačkome narječja nizozemskog odnosno donjofranačkog neprimjetno prelaze u zapadnosrednjonjemačka narječja, koja su također franačkog podrijetla. 
Nizozemski se zasniva na donjonjemačkome književnom jeziku 17. stoljeća, koji je postupno bio obogaćivan izrazima iz narječja pokrajinā Brabant i Holandije. Starija inačica bio je prekoregionalni jezik Hanze, koji je napose bio u uporabi u Antwerpenu, Bruggeu a nedugo potom i u Holandiji, gdje se proširio kao jezik trgovine i učenosti. Posuđenice dolaze iz francuskog te u novije vrijeme pretežno engleskog jezika. Što se rječnika tiče, nizozemski je u znatno većoj mjeri od suvremenog njemačkog očuvao staronjemačke riječi. Daljnji jezični razvitak i novi oblici današnjeg njemačkog jezika nikada nisu uspjeli ući u nizozemski jezik, pa tako u (književnome) njemačkom već nestali pojmovi nastavljaju živjeti u nizozemskome (npr. Oorlog, lenen, kiezen, verbazen). Za razliku od književnog njemačkog, riječi su glasovno nepromijenjene = "platt" (= ravne), dakle nisu sudjelovale u promjeni suglasnika u njem. knjiž. jeziku.
Primjeri (nizozemski/njemački): 
koninkrijk/Königreich (= kraljevina, kraljevstvo), koopman/Kaufmann (= trgovac), paard/Pferd (= konj), verbeteren/verbessern (= poboljša(va)ti, popraviti/popravljati), wetenschap/Wissenschaft (= znanost).
Uz to se u nizozemskom nalaze mnogi izrazi donjofranačkih narječja, koji su doduše već stoljećima dio standardnog leksika.
Struktura nizozemskog jezika sveukupno, unatoč gramatičkih pojednostavljenja, seže u donjonjemački jezik ranoga novog vijeka. Građa rečenice se tijekom stoljeća jedva nešto izmijenila.
Stari donjofranački dijalekti su u međuvremenu u Nizozemskoj jako potisnuti. Danas još samo limburški ima položaj pravog regionalnog jezika. U Nizozemskoj također rasprostranjena narječja, frizijski i donjosaski se još snažnije čuvaju. Njihov je utjecaj na standardni nizozemski jezik međutim zanemariv.
Većina donjonjemačkih dijalekata koji se govore u Nizozemskoj ubraja se u donjofranački. Franačkog su podrijetla te u bitnoj mjeri srodni s rajnskim i moselfranačkim narječjima njemačkog govornog područja. Zajedno s donjosaskim (uključujući zapadnofalački) oni tvore zapadnu (stariju) granu donjonjemačkog (istočnosrednjonjemački je nastao tek zbog seoba u 12./13. stoljeću). Donjofranački se nastavlja na starofranačka (salijska) narječja, na kojima se zasniva i njemački: kao posljedica promjene suglasnika, ona su se postupno pod utjecajem narječja drugih germanskih plemena (alemanički, bavarski) razvila u starogornjonjemački. Njegova osnovna obilježja ipak su ostala franačka.
Franački je već zarana prožeo i starosaski (današnji donjosaski) te ga time učinio jednim od njemačkih narječja. Bez obzira na činjenicu da su oba jezika pripadala njemačkom jezičnom savezu, upravo su preko ove uske unutrašnje povezanosti donjofranački i donjosaski već u ranome srednjem vijeku morfološki bili vrlo bliski. Stoga ne začuđuje što je u kasnome srednjem vijeku nastao jedinstveni književni jezik, koji se sve više i više učvršćivao kroz živo trgovinsko dopisivanje unutar Hanzeatskog saveza; danas se taj jezik obično zove srednjodonjonjemački.
Između donjonjemačkog i gornjonjemačkog službenog jezika događalo se stalno jezično razmjenjivanje; postojao je zajednički rječnik (leksik), a čak su i poslovice i idiomatski izrazi bili isti. Unatoč glasovnih osobitosti, donjonjemački je uvijek bio dio jezika njemačke kulture. To se raspoznaje i po iznimno velikom podudaranju današnjeg nizozemskog s ranim oblikom standardnog njemačkog jezika.
Daleko najveći dio nizozemskog rječnika potječe od srednjodonjonjemačkog, književne inačice donjosaskog koja je sve do 17./18. stoljeća bila obvezatni jezik sporazumijevanja na cjelokupnom sjevernonjemačkom prostoru. Donjonjemački je raspolagao i narječjima uvjetovanim zasebnim rječnikom, koji se danas u potpunosti pojavljuje u nizozemskome (vidi: Rječnik nizozemskog jezika). I nizozemska gramatika se zasniva na srednjodonjonjemačkome, međutim s vremenom je značajno pojednostavljena (jako ograničena sklonidba imenica i pridjeva).
Donjofranački element se potvrdio u izgovoru (fonetici), sukladno mjesnoj uporabi jezika.
Nizozemski je kao zapadnogermanski jezik također srodan engleskom (anglosaskom) i frizijskom. Afrikaans (ranije "kapnizozemski"), povijesno gledano najmlađi zapadnogermanski jezik, kojim se prije svega govori u Južnoafričkoj Republici i Namibiji, neposredni je potomak nizozemskog. Sve do kraja 19. stoljeća današnji se nizozemski zvao nederduitsch (donjonjemački) ili "duitse taal der nederen landen" (njemački jezik niskih zemalja) (pogledaj ovdje). Tek se nakon toga postupno progurao naziv nederlandsch (danas "nederlands").

## Povijesni pregled
Povijest nizozemskog jezika često se dijeli na sljedeće faze:
- Staronizozemski (otprilike 800. – 1100.) – ovim pojmom označuju se starofranački dijalekti koji su se prostirali na današnjem nizozemskom govornom području. Ti su dijalekti tek slabo utvrđeni, jer su njihovi tragovi neznatni.
- Pod srednjonizozemskim (otprilike 1100. – 1500.) podrazumijevaju se flamanska i brabantska narječja donjofranačkog koja su djelomično bila prenesena i u pisani oblik. Iz ovoga su razdoblja usmenom predajom sačuvana značajna djela dvorskog i viteškog pjesništva. Srednjonizozemski se obično zvao "dietsch" ili "dütsch".
- Novonizozemski (od 16. stoljeća) se naprotiv zasniva na prekoregionalnome donjonjemačkom književnom jeziku (nederdytsch; nederduitsch; "srednjodonjonjemački"). Od 17. stoljeća te posebno jako sredinom 20. stoljeća donjonjemački je u sjevernoj Njemačkoj postupno potiskivan od književnog njemačkog (navlastito u gradovima) te danas još postoji samo u obliku regionalnih dijalekata. U Flandriji, Brabantu i Holandiji se međutim donjonjemački razvio u suvremeni nizozemski književni jezik.

Središnji događaj u povijesti nizozemskoga jezika bilo je dovršenje "Statenbijbel" (Državne Biblije) između 1618. i 1637. Ona ima slično značenje kao i njemački prijevod Biblije Martina Luthera. Prijevod je nastao po nalogu crkvenog sabora u Dordrechtu te se usmjeravao prema autentičnim grčkim izvornicima. Prijevod Biblije bitno je doprinio pojednostavljenju jezika.
Daljnja značajna izdanja, koja su utjecala na nastanak jedinstvenoga jezika, bila su prvi nizozemski gramatički priručnik Twe-sprack vande Nederduitsche letterkunst, Spieghel, djelo nastalo radom Hendrika Laurenszoona i drugih članova ugledne amsterdamske "Rederijkerskamer" oko 1584., i temeljno djelo Aanleidinghe ter Nederduitsche Dichtkunste, koje je 1650. napisao Joost van den Vondel.

## Zemljopisna raširenost
Nizozemski jezik je materinski jezik oko 23 milijuna ljudi u svijetu. Status službenoga jezika nizozemski ima u sljedećim državama i teritorijima (navedena je i procjena ukupnog broja stanovnika za iste za 1. srpnja 2006. godine; za Belgiju je naznačen samo približan broj materinskih govornika flamanskoga):
- Nizozemska: 16 491 461
- Belgija: 6 230 000 (60% svih Belgijanaca)
- Surinam: 439 117
- Nizozemski Antili: 221 736

"Autonomna država" u sklopu Nizozemskog Kraljevstva. Nizozemski Antili su otočna skupina na Karibima a čine ih Bonaire, Curaçao (zajedno s Arubom zvani i "ABC otoci"), Saba, Sint Eustatius i Sint Maarten (veći dio Sint Maartena se zove Saint-Martin i pripada Francuskoj).
- Aruba: 98 829  (2004.)

Aruba se 1986. godine službeno odcijepila od Nizozemskih Antila i dobila status "autonomne države" unutar Kraljevine Nizozemske.
Jezični kōd za nizozemski jezik je nl, odnosno dut ili
nla (prema ISO 639); dum je jezični kōd za srednjovjekovni nizozemski (oko 1050. – 1350.).
Često i sami Nizozemci nizozemski jezik nazivaju holandskim, premda je holandsko narječje zapravo tek jedna veća skupina dijalekata nizozemskoga. Suvremeni nizozemski standardni jezik je snažno obilježen narječjem ranije daleko najmoćnije savezne države Holandije (danas su to pokrajine Sjeverna i Južna Holandija). Od narječja ostalih ranijih saveznih država, uz izuzetak bogatog i utjecajnog belgijskog Brabanta, malo je toga ostalo u suvremenome nizozemskom jeziku.
Nemali se broj Nizozemaca, kao uostalom i njihovi susjedi na sjeveru Njemačke (plattduits), kod kuće kao "materinskim jezikom" služi nekim od donjosaskih narječja koja potječu neposredno od starosaskog jezika. Oni nizozemski uče u školi kao svoj drugi jezik te ga zovu holandskim, tj. jezikom holandskih provincija.
Izvorna narječja njemačkog Porajnja, zapadnog Ruhra, kao i dijelova Bergisches Landa su donjofranačka, odnosno nizozemska (sva franačka narječja sjeverno od linije Uerdinger). Posebno kleverlandski dijalekti, koji su se ranije govorili u Njemačkoj, slove kao neosporno nizozemska narječja. U većini škola današnjeg okruga Kleve u Njemačkoj uporaba nizozemskog, odnosno kleverlandskog kao nastavnog jezika seže sve do u 19. stoljeće.
U Belgiji Flamanci, dakle stanovnici Flandrije, dijela Belgije koji obuhvaća sjeverni dio zemlje, govore flamanske dijalekte nizozemskoga jezika. Međutim, kao i u Nizozemskoj, službeni i književni jezik u Flandriji je nizozemski standardni jezik.
Nizozemsku i belgijsko-flamansku inačicu standardnoga jezika naravno razlikuju određene regionalne posebnosti. Između samih flamanskih narječja mogu se razlikovati zapadnoflamanski, istočnoflamanski i zeelandski (zeeuws).
Osim u Nizozemskoj i Belgiji, nizozemski jezik se u prošlosti naveliko koristio i na sjeveru Francuske, području znanom kao Francuska Nizozemska. Danas ga je na tom području praktički potpuno zamijenio francuski jezik.
U regiji Nord-Pas-de-Calais na krajnjem sjeverozapadnom vršku Francuske, u pograničnom području s Belgijom, još živi nekoliko desetaka tisuća ljudi, koji odrastaju uz zapadnoflamansku varijantu nizozemskoga.
Velik dio bijelog stanovništva JAR-a (Buri) kao i mnogobrojni južnoafrički obojeni govore afrikaans, polukreolski jezik nastao iz nizozemskog, koji je uz engleski i zulu najrašireniji jezik Južnoafričke Republike.
Nizozemski jezik je osim toga još uvijek relativno raširen kao strani jezik u Indoneziji i Novoj Gvineji (kod starijih naraštaja ispred engleskog). Nizozemski je također dio nastavnog plana za studente prava u Indoneziji. Nizozemska je tamo bila kolonijalna sila od 1602. do 1945. godine.

## Službeni status
Nizozemski je službeni jezik Kraljevine Nizozemske (koja obuhvaća europsku Nizozemsku, Arubu i Nizozemske Antile). Također je jedini službeni jezik neovisne države Surinam, koja je do 1975. bila dio Kraljevine Nizozemske. U Belgiji ima status jednog od triju službenih jezika države, te službenog jezika pokrajine Flandrije.
Jedan je od službenih jezika EU.
Nizozemska i Belgija su 9. rujna 1980. osnovale tzv. Nizozemsku jezičnu uniju (Nederlandse Taalunie), tijelo koje regulira ovaj jezik. Zadatak ove organizacije je uskladiti i pojednostaviti razne književne i gramatičke aspekte ovog jezika. Radi se u biti o instituciji kojoj je zadaća jamčiti postojanje zajedničkog pravopisa i gramatike, te njegovati nizozemski jezik. Organizacija je također zadužena i za promociju nizozemskog jezika. Osim toga, ona redovito izdaje "zelenu knjižicu" (groen boekje), popis službenih riječi nizozemskog jezika. Od 12. prosinca 2003. i Surinam je član Nederlandse Taalunie, tako da se sada uz belgijsko-nizozemske, tu nalaze i brojni surinamski izrazi. 

## Jezična srodnost s drugim jezicima

### Jezici proizašli iz nizozemskog
Bliski rođak nizozemskog jezika je afrikaans ili afrikaanerski jezik, jezik Bura i obojenih koji se govori u Južnoafričkoj Republici i Namibiji. Ovaj jezik je nastao većinom od raznih dijalekata nizozemskog iz 17. stoljeća. Govornici nizozemskog jezika obično mogu razumjeti i čitati afrikaans.
S nizozemskime su osim afrikaansa usko srodni i razni kreolski jezici u Surinamu, Gvajani i na Nizozemskim Antilima. Također postoji određeni broj kreolskih jezika nizozemskog podrijetla u Indoneziji i SAD-u.

### Srodnost s ostalim jezicima
Od zemljopisno bliskih narječja svakako treba izdvojiti donjofranačke dijalekte u Donjem Porajnju (vidi i Donjorajnski jezik).
Nizozemski jezik je kao i donjosaski povijesno srodan s književnim njemačkim jezikom. Međutim, između nizozemskog i donjosaskog s jedne i jezičnih oblika književnoga njemačkoga s druge strane postoje značajne fonološke, morfološke te leksičko-semantičke razlike, tj. razlike u rječniku. Nizozemski se nije razvijao usporedno s raznim oblicima njemačkoga do današnjeg visokonjemačkog književnog jezika, nego je imao vlastiti razvitak zasnovan na samostalnosti zemlje i stvaranju opsežne zasebne književnosti drukčije nego što je bio slučaj s bavarskim ili sjevernonjemačkim narječjima. Politička odvojenost je osim toga dovela do zasebnih kontinuiteta jezičnoga razvoja, uključujući i različite dinamike jezičnih utjecaja izvana (vidi: posuđenica), pa se tako u nizozemskome primjerice nalazi mnogo veći broj galicizama nego u njemačkome, kao što su npr. pagina (= stranica), douane (= carina), vel (= list / od franc. feuille), fier (= ponosan), za razliku od njem. Seite, Zoll, Blatt, stolz. Iz svih tih razloga se nizozemski danas u potpunosti smatra zasebnim jezikom.
Pored toga postoji i uska srodnost s frizijskim jezikom. Katkada pojedini autori čak zastupaju stajalište o postojanju ingveonske grupe jezikā, koja osim donjonjemačkih jezikā (s nizozemskim i donjosaskim) obuhvaća i frizijski te anglijske jezike, no danas je ta teza uglavnom napuštena.
Kraći popis izabranih donjosaskih, odnosno nizozemskih riječi, koje nemaju izravnih pandana u standardnome svakodnevnome njemačkome jeziku (u zagradi):
achter = iza (no postoji u rječniku pomoraca, kao i riječ Achterdeck = krma) /
smeken = usrdno moliti, preklinjati (inständig bitten, flehen) /
aarzelen = oklijevati (zögern, zaudern) /
bezig = zaposlen, zauzet; vrijedan, marljiv (beschäftigt, geschäftig – usp. engl. busy) /
mooi = dobar, super, odličan, lijep (gut, toll, hübsch) /
wet = zakon (Gesetz) /
vaak = često, češće (häufig, öfters) /
praten = govoriti, razgovarati, čavrljati (reden, plaudern) /
plechtig = svečan (festlich, feierlich) /
fokken = uzgajati, uzgojiti (züchten, aufziehen) /
buiten (= buten) = vani, izvan (außen, außerhalb) /
veen = močvara (Sumpf, Moor) /
vandaag = danas (heute - van daag = vom Tag) / 
elk, elkaar = svaki, jedan drugoga/drugome (jeder, einander) /
jullie = Vama (Ihr - 2. lice mn.) /
noden, uitnodigen = poz(i)vati (einladen – staronjem.: "zum Besuch nötigen")

## Dijalekti
Postoje razni dijalekti nizozemskog, kako u Nizozemskoj, tako i u Belgiji. Obično se dijele u sljedeće dijalektne skupine*:
A. Jugozapadna skupina (Zeeuws/West-Vlaams)
1. zapadnoflamanski, uključuje Frans-Vlaams u Zeeuws-Vlaams
2. Zeeuws
B. Sjeverozapadna skupina (holandska)
3. Zuid-Hollands
4. Westhoeks
5. Waterlands u Volendams
6. Zaans
7. Kennemerlands
8. West-Fries
9. Bildts, Midslands, Stadsfries u Amelands
C. Sjeveroistočna skupina
10. Kollumerlands
11. Gronings en Noord-Drents
12. Stellingwerfs
13. Midden-Drents
14. Zuid-Drents
15. Twents
16. Twents-Graafschaps
17. Gelders-Overijssels (Achterhoeks) u Urks
18. Veluws
D. Središnjosjeverna skupina
19. Utrechts-Alblasserwaards
E. Središnjojužna skupina
20. Zuid-Gelders
21. Noord-Brabants u Noord-Limburgs
22. Brabants
23. Oost-Vlaams
F. Jugoistočna skupina
24. limburški (Limburgs)
G. Surinam
25. Surinaams-Nederlands
- Imena dijalekata su (gotovo isključivo) na izvornome nizozemskom jeziku.

## Primjeri
| hrvatski    | nizozemski     |
| ----------- | -------------- |
| zemlja      | aarde          |
| nebo        | hemel          |
| voda        | water          |
| vatra       | vuur           |
| muškarac    | man            |
| žena        | vrouw          |
| jesti       | eten           |
| piti        | drinken        |
| veliki      | groot          |
| mali        | klein          |
| noć         | nacht          |
| dan         | dag            |
| igrati (se) | spelen         |
| riječ       | woord          |
| prevesti    | vertalen       |
| hodati      | lopen, stappen |
| trčati      | lopen/rennen   |
| uzeti       | nemen          |
| kupiti      | kopen          |
| prodati     | verkopen       |
| skup        | duur           |
| jeftin      | goedkoop       |

## Usporedba s ostalim germanskim jezicima
| prijevod     | engleski  | frizijski        | afrikaans   | nizozemski   | donjenjemački | standardni njemački | švedski                    | danski                     |
| ------------ | --------- | ---------------- | ----------- | ------------ | ------------- | ------------------- | -------------------------- | -------------------------- |
| jabuka       | Apple     | Appel            | Appel       | Appel        | Appel         | Apfel               | Äpple                      | Æble                       |
| daska        | Board     | Board            | Bord        | Bord         | Boord         | Brett               | Bräde                      | Bræt                       |
| bukva        | Beech     | Boeke/ Boekebeam | Beuk        | Beuk         | Böke          | Buche               | Bok                        | Bøg                        |
| knjiga       | Book      | Boek             | Boek        | Boek         | Book          | Buch                | Bok                        | Bog                        |
| dojka        | Breast    | Boarst           | Bors        | Borst        | Borst         | Brust               | Bröst                      | Bryst                      |
| smeđ         | Brown     | Brún             | Bruin       | Bruin        | Bruun         | Braun               | Brun                       | Brun                       |
| dan          | Day       | Dei              | Dag         | Dag          | Dag           | Tag                 | Dag                        | Dag                        |
| mrtav        | Dead      | Dea              | Dood        | Dood         | Dod           | Tot                 | Död                        | Død                        |
| umrijeti     | Die       | Stjerre          | Sterf       | Sterven      | sterven       | Sterben             | Dö                         | Dø                         |
| dovoljno     | Enough    | Genôg            | Genoeg      | Genoeg       | Nog           | Genug               | Nog                        | Nok                        |
| prst         | Finger    | Finger           | Vinger      | Vinger       | Finger        | Finger              | Finger                     | Finger                     |
| dati         | Give      | Jaan             | Gee         | Geven        | Geven         | Geben               | Giva / Ge                  | Give                       |
| staklo, čaša | Glass     | Glês             | Glas        | Glas         | Glas          | Glas                | Glas                       | Glas                       |
| zlato        | Gold      | Goud             | Goud        | Goud         | Gold          | Gold                | Guld                       | Guld                       |
| dlan         | Hand      | Hân              | Hand        | Hand         | Hand          | Hand                | Hand                       | Hånd                       |
| glava        | Head      | Holle            | Hoof / Kop  | Hoofd/ Kop   | Kopp          | Haupt/ Kopf         | Huvud                      | Hoved                      |
| visok        | High      | Heech            | Hoog        | Hoog         | hog           | Hoch                | Hög                        | Høj                        |
| dom          | Home      | Hiem             | Heim / Tuis | Heim / thuis | Heem          | Heim                | Hem                        | Hjem                       |
| kuka         | Hook      | Hoek             | Haak        | Haak         | Haak          | Haken               | Hake/ Krok                 | Hage/ Krog                 |
| kuća         | House     | Hûs              | Huis        | Huis         | Huus          | Haus                | Hus                        | Hus                        |
| mnogi        | Many      | Menich           | Menige      | Menige       | Mennig        | Manch               | Många                      | Mange                      |
| mjesec       | Moon      | Moanne           | Maan        | Maan         | Maan          | Mond                | Måne                       | Måne                       |
| noć          | Night     | Nacht            | Nag         | Nacht        | Natt/ Nacht   | Nacht               | Natt                       | Nat                        |
| ne           | No        | Nee              | Nee         | Nee(n)       | Nee           | Nein                | Nej                        | Nej                        |
| star         | Old       | Âld              | Oud         | Oud          | aol           | alt                 | Gammal (ali: äldre, äldst) | Gammel (ali: ældre, ældst) |
| jedan        | One       | Ien              | Een         | Een          | Een           | Eins                | En                         | En                         |
| unca         | Ounce     | Ons              | Ons         | Ons          | Ons           | Unze                | Uns                        | Unse                       |
| snijeg       | Snow      | Snie             | Sneeu       | Sneeuw       | Snee          | Schnee              | Snö                        | Sne                        |
| kamen        | Stone     | Stien            | Steen       | Steen        | Steen         | Stein               | Sten                       | Sten                       |
| to           | That      | Dat              | Dit         | Dat, Die     | Dat (Dit)     | Das                 | Det                        | Det                        |
| dva          | Two/Twain | Twa              | Twee        | Twee         | Twee          | Zwei/ Zwo/ Zwan     | Två                        | To                         |
| tko          | Who       | Wa               | Wie         | Wie          | Wee           | Wer                 | Vem                        | Hvem                       |
| komu         | Worm      | Wjirm            | Wurm        | Wurm/ Worm   | Worm          | Wurm                | Mask/Orm↑1                 | Orm                        |
| prijevod     | engleski  | frizijski        | afrikaans   | nizozemski   | donjenjemački | standardni njemački | švedski                    | danski                     |

## Rječnik
- Velik broj riječi se piše slično ili isto kao i u njemačkome (uzimajući u obzir glasovnu promjenu suglasnika) te u znatnoj mjeri ima jednako značenje (nizozemski/njemački/hrvatski):

aanvangen/anfangen/početi; angst/Angst/strah; arbeid/Arbeit/rad, posao; begeleiden/begleiten/pratiti; beledigen/beleidigen/uvrijediti; bericht/Bericht/izvješće, izvještaj; bescheiden/bescheiden/skroman; bewegen/bewegen/(po)kretati, (po)micati; brief/Brief/pismo; burgemeester/Bürgermeister/gradonačelnik; dienst/Dienst/služba, usluga; ergernis/Ärgernis/vrijeđanje, uvrjeda; geduld/Geduld/strpljenje; geheim/geheim/(po)tajan; geld/Geld/novac; gerucht/Gerücht/glas, glasina; gevaar/Gefahr/opasnost; handel/Handel/trgovina; jagen/jagen/loviti; kaal/kahl/ćelav, ogoljen; kind/Kind/dijete; krijgsgevangen/kriegsgefangen/zarobljen u ratu; liefde/Liebe/ljubav; morgen/Morgen/jutro; nacht/Nacht/noć; niemand/niemand/nitko; recht/Recht/pravo, pravda; schuld/Schuld/krivnja; verbergen/verbergen/sakri(va)ti, (pri)kri(vati; verdrag/Vertrag/ugovor, sporazum; verraad/Verrat/izdaja; verwant/verwandt/srodan, u rodu ...; 
- Pojedine se riječi također pišu slično ili jednako, ali imaju značenje koje je u njemačkome jeziku zastarjelo:

aandacht (u njem. Andacht = pobožnost) = Aufmerksamkeit/pozornost, pažljivost; aanleiding (u njem. Anleitung = naputak, uputa) = Anlass/povod, uzrok, razlog; 
beloven (u njem. geloben = zavjetovati se, svečano obećati) = versprechen/obeća(va)ti; vuilnis (u njem. Fäulnis = trulež) = Abfall, Müll/otpad, smeće; 
openbaar (u njem. offenbar = očit, bjelodan) = öffentlich/javan;
- Mnoge su riječi donjonjemačkog porijekla te inače postoje još samo u donjonjemačkome:

achter – hinter/iza; maat – Kollege, Partner/kolega, partner; dwars – quer/poprijeko, koso; steunen – stützen/poduprijeti; laag – niedrig/nizak; prettig – schön, angenehm/lijep, ugodan; vaak - häufig, öfters/često, češće;  trekken – ziehen/vući (i u srednjonjemačkim narječjima); heel – ganz/čitav, cio; klaar - fertig, bereit/gotov, spreman, pripravan; kwaad - schlimm, unangenehm, böse/loš, neugodan, zao; spijten – bedauern/žaliti; waarschuwen – warnen/upozoriti (sjevernonjem. wahrschauen); kroeg – Gaststätte, Schenke (Dorfkrug)/lokal, restoran, krčma;     
- Određeni broj riječi ima u njemačkome znatno zastarjelo značenje:

minne – Liebe/ljubav; verbazen - sich wundern, erstaunt sein/(za)čuditi se, osupnuti se; kiezen - (er)wählen/izabrati, odabrati; oorlog – Krieg/rat; lenen - leihen, entlehnen/posuditi, preuzeti; eeuw - Jahrhundert (Ära)/stoljeće, razdoblje, era; oogst - Ernte, Erntemonat (August)/žetva, mjesec žetve(kolovoz); lenteLenz, Frühling/proljeće; 
aanbevelen – empfehlen/preporuči(va)ti, eisen - fordern, verlangen (heischen, eischen)/zahtijevati, tražiti; gedrag - Benehmen, Betragen/ponašanje, vladanje; 
- Nizozemski je jezik mnoge riječi posudio iz drugih jezika; osobito su važne riječi koje su preuzimane iz francuskog još od ranoga 18. stoljeća; riječi naslijeđene iz tradicije nizozemskoga jezika su ravnopravno očuvane (ovdje slijede nakon prve kose crte):

kwestie /vraag – Frage/pitanje; succes /(goed) gevolg – Erfolg/uspjeh; soelaas /troost - Trost, Linderung/utjeha, olakšanje; 
kleur /verf – Farbe/boja; vakantie /verlof – Urlaub/(godišnji) odmor. Neke su riječi francuskog porijekla potpuno prilagođene nizozemskoj fonologiji: tako primjerice riječ krant (= Zeitung/novine) dolazi od franc. „courant“ (= tekući, običan, sadašnji, redovni), a riječ klant (= Kunde/kupac, mušterija) od franc. „client“.
- U novije je vrijeme, kao i kod većine drugih jezika, preuzet znatan broj engleskih posuđenica, prije svega iz područja tehničkih znanosti, gospodarstva, informatike i komunikacije. I jezik mladih u velikoj mjeri posuđuje riječi iz engleskoga; pri tome nizozemski kod pisanja često odstupa od izvornih riječi, jer ih fleksibilno prilagođava izgovoru.

- U nizozemskome nalazimo u velikoj količini i njemačke posuđenice. S obzirom na blisku srodnost dvaju jezika u nizozemski se često prenose čitavi izrazi, koji se zatim prilagođavaju niz. glasovnim mogućnostima, npr. aanstalten maken (= Anstalten machen/spremati (se), pripremati (se), poduzimati) ili tijdschrift (= Zeitschrift/časopis); evo nekih od izravno preuzetih riječi:

kelner (= konobar); ober(kelner) (= glavni konobar); kotsen (= bljuvati, rigati); schwung (= skok, mah, zanjihaj); überhaupt (= uopće); sowieso (= ionako); streber (= štreber); schwalbe (= simuliranje) (u nogometu!); sehnsucht (= čežnja); schnitzel (= odrezak); schnaps (= rakija); krimi (= kriminalistički film/roman); kitsch (= kič); krach (= buka, galama); bühne (= pozornica); quatsch (= glupost, bljezgarija); putsch (= puč, državni udar); schminken (= (na)šminkati); umlaut (= prijeglas); schlager (= šlager)....
Riječi poput golf (= Welle/val) ili vastenavond (= karneval) su rajnsko-donjofranačkog porijekla. Srednjogornjonjemačke riječi koje su dospjele u srednjodonjonjemački također se nalaze u današnjem nizozemskom.